# توم باكستر (مغن مؤلف)
توم باكستر (بالإنجليزية: Tom Baxter)‏ هو مغن مؤلف بريطاني، ولد في 29 أكتوبر 1973 في إبسوتش في المملكة المتحدة.

## وصلات خارجية
- الموقع الرسمي
- توم باكستر على موقع ميوزك برينز (الإنجليزية)
- توم باكستر على موقع أول ميوزيك (الإنجليزية)
- توم باكستر على موقع ديسكوغز (الإنجليزية)